# حفظ الخشب

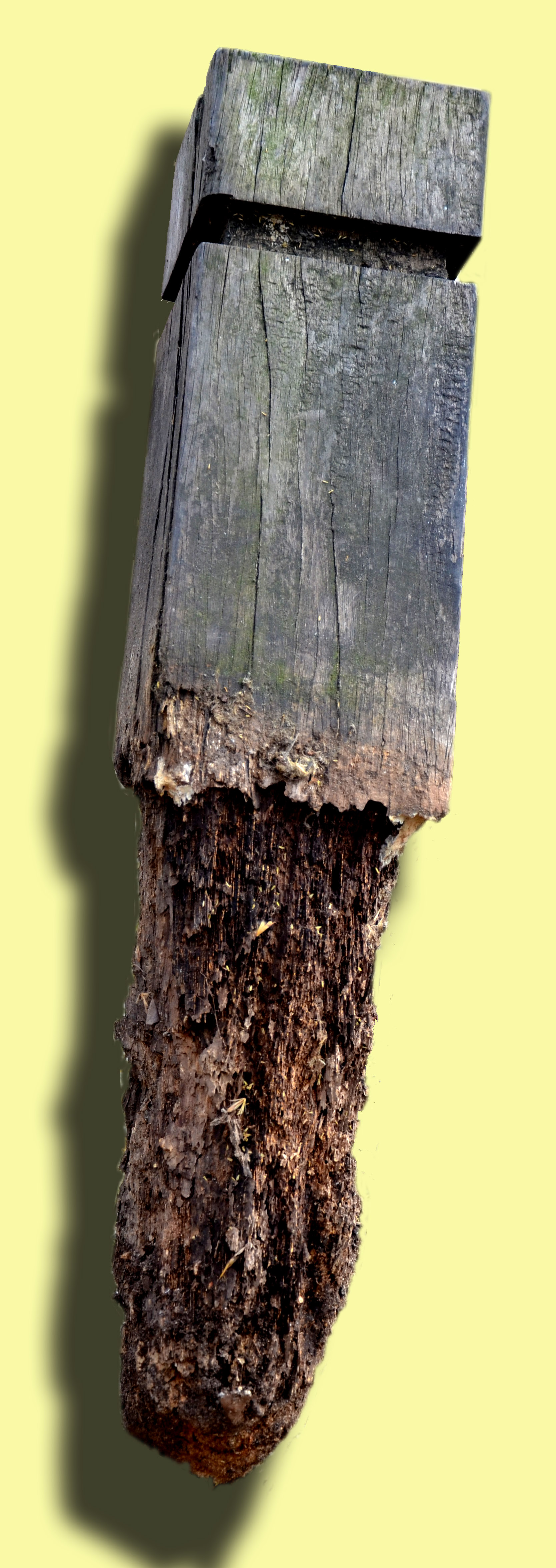
تجري معالجة الخشب من أجل حفظه وحمايته من التحلل من أثر البكتيريا أو الفطريات وذلك في التربة الرطبة.

حفظ الخشب هي عبارة عن عملية تتم بمعالجة الخشب بمواد حافظة تقي الخشب من أثر المتعضيات كالبكتريا أو الفطريات والتي تقوم بتحليله في الشروط الرطبة.
لا يشمل مفهوم حفظ الخشب القيام بالطلاء، رغم أن الطلاء يقي الخشب من العوامل الجوية، إلا أنه لا يتضمن عملية معالجة كما تتم في المواد الحافظة للخشب.

## التاريخ
إن عملية حفظ الخشب عملية قديمة، حيث كان اليونان في عهد الإسكندر الأكبر يقومون بحفظ الخشب المستخدم في بناء الجسور وذلك بنقعه في زيت الزيتون. كما كان الرومان يدهنون سفنهم بالقطران.

## المواد الكيميائية
تقسم المواد الحافظة للخشب إلى ثلاثة أصناف رئيسية، وهي المواد ذات الأساس المائي، والمواد ذات الأساس الزيتي، والمذيبات العضوية الخفيفة.

### زرنيخات النحاس الكروماتية
زرنيخات النحاس الكروماتية CCA هو مركب كيميائي يتكون من عناصر النحاس والزرنيخ (وذلك على شكل زرنيخات النحاس الثنائي) مع الكروم. يعد النحاس مبيد فطريات أوّلي، والزرنيخ كمبيد فطريات ثانوي ومبيد حشري، في حين أن الكروم هو عامل تثبيت، ويفيد في الوقاية من الأشعة فوق البنفسجية.
لمعالجة الخشب يضاف عادة محلول من CCA باستخدام دورات متتابعة من التفريغ وتطبيق الضغط، يترك بعدها الخشب المعالج ليجف. تترك هذه المادة عادة أثراً ذا لون أخضر على الخشب المنشور.
تعد هذه المادة من المواد المحظور استعمالها في بلدان عدة، لتأثيرها الضار على البيئة، وذلك في أستراليا وأوروبا والولايات المتحدة الأمريكية.

### نحاس قلوي رابعي
إن النحاس القلوي الرابعي (ACQ) عبارة عن مادة حافظة للخشب، حاوية في تركيبها على النحاس، وهو مضاد للفطريات، وعلى مركب أمونيوم رابعي مثل اثنا عشري ثنائي ميثيل كلوريد الأمونيوم، وهو مبيد حشري.
انتشر استخدام مركبات النحاس القلوي الرابعي (ACQ) كمواد حافظة للخشب، خاصة بعد حظر استخدام مركبات زرنيخات النحاس الكروماتية CCA في أوروبا وأستراليا والولايات المتحدة.

### أزولات النحاس
تعد مركبات الأزول المرتبطة مع النحاس إحدى أنواع المواد الحافظة للخشب، والتي ظهرت كإحدى البدائل لمركبات زرنيخات النحاس الكروماتية CCA، كما أنها شبيهة بمركبات النحاس القلوي الرابعي (ACQ) من حيث الأداء.
تتضمن المواد الحافظة للخشب من أزولات النحاس وجود مركبات تريازول عضوية مثل بروبيكونازول Propiconazole أوتيبوكونازول Tebuconazole أو إيميداكلوبريد Imidacloprid وذلك كمبيدات مع وجود عنصر النحاس. على الرغم من ذلك، ظهرت أنواع تركز على وجود المبيدات الثلاثة الأخيرة دون وجود عنصر معدني من النحاس، وتسمى هذه المواد الحافظة PTI، كاختصار للأحرف الأولى من المبيدات المذكورة.

### البورات
تستخدم مركبات مثل حمض البوريك وأملاح البورات كمواد حافظة للخشب ذات فعالية جيدة. تتميز هذه المواد بأنها غير ضارة للإنسان حيث أن سمية البورون منخفضة، كما أنها لا تحوي على عناصر ثقيلة مضرة بالبيئة.

### السيليكات
تعد المواد المبنية على مركبات مثل سيليكات الصوديوم أو سيليكات البوتاسيوم من المواد الحافظة للخشب كإحدى البدائل عن المواد المذكورة أعلاه.